# Uta de Ballenstedt
Uta de Ballenstedt (em alemão:  Uta von Ballenstedt; Ballenstedt, c. 1000 — 23 de outubro de 1046) foi marquesa de Meissen de 1032 ou 1038 a 1046 como a esposa de Ecardo II de Meissen. É conhecida por estar representada na estátua feita pelo Mestre de Naumburg, que por sua vez serviu de inspiração para a rainha da versão da Disney de Branca de Neve e os Sete Anões. 

## Biografia
Era filha do Conde Adalberto I de Ballenstedt e de Hida, filha de Odo I da Marca Oriental Saxã. Ela era a irmã de Esico de Ballenstedt, fundador da Casa de Ascânia. Recebeu uma excelente educação literária a partir dos seis ou sete anos pelas freiras da Abadia de Gernrode, fundada pelo seu tio-avô, o conde Gero. A tia-avó de Uta, irmã de Gero, foi responsável pela educação da princesa quando criança.
Por vontade do pai, Uta se casou em 1026 com Ecardo II de Meissen para fortalecer sua influência ao leste de seu território. Meissen havia sido fundado em 965 por Otão I do Sacro Império Romano-Germânico. A marquesa foi famosa pela sua força e coragem, tendo construído a Catedral de Naumburg.  Contudo, não teve filhos e após a morte de seu marido a dinastia de Ekkehardienne chegou ao fim.
Depois da viuvez, a residência de Uta variava entre a Abadia de Gernrod, onde sua irmã Hazecha era a abadessa, e a corte da Imperatriz Inês da Aquitânia, onde morreu em 1046.